# Repubblica spagnola di Haiti
La Repubblica spagnola di Haiti, detta anche Stato indipendente di Haiti spagnola fu uno stato indipendente che si originò dalla sconfitta dei coloni spagnoli di Santo Domingo il 9 novembre 1821 sotto la guida del generale José Núñez de Cáceres.

## Storia

### I preparativi per l'indipendenza (1820–1821)
Il presidente haitiano Boyer decise di preparare adeguatamente il suo paese dopo aver udito voci secondo le quali la Spagna avrebbe voluto avanzare verso la repubblica haitiana.
Nel 1820, Boyer inviò il colonnello Dezir Dalmassi nei villaggi vicini come Las Matas, San Juan de la Maguana e Azua per convincere i locali ad unirsi alla repubblica che avrebbe dato loro lavoro e benefici. Al posto di attendere il ritorno di Dalmassi ad Haiti, Boyer decise di invadere la parte orientale dell'isola prima ancora che Jose Nuñez de Caceres potesse finalizzare l'adesione allo stato della Gran Colombia.
Il 1 dicembre 1821, Haiti spagnola inviò la petizione allo stato di Gran Colombia per una unificazione. Lo stato della repubblica spagnola di Haiti non venne supportato dalla popolazione locale che non voleva un governo di soli bianchi e preferiva unirsi ad Haiti che, seguendo l'esempio francese, aveva abolito la schiavitù.
Alla fine del 1821 ed all'inizio del 1822, Haiti inviò degli emissari nella parte centrale e settentrionale dell'Haiti spagnola per promuovere l'unione delle due parti con la repubblica di Haiti ad ovest, e le persone iniziarono effettivamente a innalzare la bandiera haitiana in molti luoghi pubblici e in diverse città come Hinche, Puerto Plata (13 dicembre 1821), Dajabón (15 dicembre), Santiago (29 dicembre) e La Vega (4 gennaio 1822), e questo portò alla dichiarazione d'indipendenza dalla Spagna.

### L'indipendenza (1821–1822)
Il 30 dicembre 1821 alle 23:30 le tropas de morenos ("truppe di colore"), guidate da Pablo Ali e José Núñez de Cáceres, presero di sorpresa le guardie della Fortaleza Ozama e imprigionarono il governatore Pascual Real nella Torre de Homenaje di Santo Domingo. La mattina successiva, alle 6:00, spararono il cannone per segnare l'inizio di una nuova era.
Un gruppo di ufficiali militari e politici continuarono comunque a propugnare l'unione con Haiti, in quanto molte erano el famiglie dell'élite locale che vedevano maggiore stabilità sotto il presidente haitiano Jean-Pierre Boyer. Una grande fazione posta di base nella parte settentrionale della regione di Cibao si opponeva all'unione con la Gran Colombia e quindi preferiva pure schierarsi col presidente Boyer. Boyer, dal canto suo, cercava di proteggere il suo paese dalla possibilità che Francia o Spagna riprendessero l'Haiti spagnola e poi si muovessero alla conquista della sua repubblica. Egli cercava non solo di mantenere l'indipendenza haitiana, ma anche di mantenere la libertà agli ex schiavi che vi vivevano e anche di liberare gli schiavi ancora presenti nell'Haiti spagnola. Dopo aver promesso la sua protezione al governo di Núñez de Cáceres, Boyer entrò con una forza di 12.000 soldati nel febbraio del 1822 nella parte orientale dell'isola e gran parte delle città decisero di proclamare l'annessione alla repubblica di Haiti tra il novembre del 1821 ed il gennaio del 1822, incluse Puerto Plata (13 dicembre 1821) e Santiago (29 dicembre 1821).
Il 9 febbraio 1822, Boyer entrò formalmente nella capitale di Santo Domingo, dove venne accolto con entusiasmo e ricevuto da Núñez de Cáceres che gli offrì le chiavi del palazzo del governo. Boyer rifiutò l'offerta dicendo: "Io non vengo in questa città da conquistatore ma per volontà dei suoi abitanti". L'isola vennecosì unita da "Capo Tiburon a Capo Samana in un solo governo".

### Riforme politiche
Il primo atto pubblico di Boyer fu l'abolizione della schiavitù in tutto il territorio della repubblica e la promessa di terre a tutti gli schiavi liberati di modo che potessero dedicare la loro vita all'agricoltura su terreni donati dallo stato.
Ad Haiti, il sistema francese della privatizzazione della terra era ormai un fatto acclarato, mentre nella parte spagnola dell'isola era stato per lungo tempo predominante il sistema dei terreni comuni. Il 15 giugno Boyer impedì ai dominicani bianchi di possedere della terra, privando i principali possidenti dell'area dei loro possedimenti.
Quella parte di schiavi liberati che non voleva continuare a lavorare coi loro ex padroni, non ebbe altra opzione che entrare nell'esercito, costituendo il 22 battaglione coi morenos libres (liberi mulatti) sotto il comando del colonnello Pablo Ali che fu la principale forza armata della parte orientale dell'isola.
Altri cambiamenti drastici furono l'eliminazione di tutti quei riferimenti culturali e linguistici che rimandavano in qualche modo alla spagna.
Boyer emise un Codice Rurale che venne “disegnato per portare ad un'esportazione su vasta scala di beni prodotti in loco. La nazione, ad ogni modo, mancava dei mezzi, dell'entusiasmo e della disciplina per rispettare tale codice”.
Il governo haitiano dell'isola perdurò per 22 anni, divenendo sempre più impopolare a causa della pesante crisi economica che colpì il paese che si trovò a pagare una pesante indennità d'indipendenza alla Francia e a causa dei molti complotti interni. Nel 1844, venne proclamata la nascita della Repubblica Dominicana.